# Нерожино
Нерожино — деревня в Собинском районе Владимирской области России, входит в состав Березниковского сельского поселения.

## География
Деревня расположена в 5 км на запад от центра поселения села Березники и в 18 км на юг от райцентра Собинки.

## История
В конце XIX — начале XX века деревня входила в состав Березниковской волости Судогодского уезда, с 1926 года — в составе Собинской волости Владимирского уезда. В 1859 году в деревне числилось 27 дворов, в 1905 году — 59 дворов, в 1926 году — 63 хозяйства и начальная школа.
С 1929 года деревня входила в состав Березниковского сельсовета Собинского района, с 2005 года входит в состав Березниковского сельского поселения.
В 1965 году Нерожино переименовывалось в деревню Нагорная, однако новое название не закрепилось. 

## Население
| 1859 | 1905 | 1926 |
| ---- | ---- | ---- |
| 283  | 365  | 299  |

| 1859 | 1905 | 1926 | 2002 | 2010 | 2021 |
| ---- | ---- | ---- | ---- | ---- | ---- |
| 283  | ↗365 | ↘299 | ↘3   | ↗5   | ↗7   |